# Galop infernal
Il Galop infernal ("Galoppo infernale"), anche noto come Can-can, è una celebre composizione di Jacques Offenbach, composta per la sua opera buffa Orfeo all'inferno, andata in scena per la prima volta nel 1858 al théâtre des Bouffes-Parisiens. L'arrangiamento di Isacc Strauss per i balli dell'Opera venne ripreso dal celebre "can-can francese" del 1868 ed è la composizione più celebre di Offenbach, nonché il can-can/chahut-cancan più celebre al mondo.

## Storia

Una locandina per una rappresentazione di Orfeo all'inferno al théâtre des Bouffes-Parisiens, nel 1866

Nel 1855, Jacques Offenbach, allora trentaseienne, fondò il théâtre des Bouffes-Parisiens per rappresentarvi delle "opere buffe" (un sottogenere dell'opera comica che trattava un argomento comico o leggero). Ritenuto "il re del secondo Impero" del mondo dello spettacolo, lì egli mise in scena le sue composizioni acquisendo un successo notevole a livello internazionale.
Il 28 ottobre del 1858, egli mise in scena la sua operetta buffa più famosa, Orfeo all'inferno (in due atti, su libretto di Henri Crémieux e Ludovic Halévy), riscuotendo un grande successo che gli garantì fama nel mondo intero, con degli incassi strepitosi: l'opera godeva di una compagnia teatrale importante, di costumi sontuosi (calze nere, reggicalze e frufrù) e delle decorazioni sceniche di Gustave Doré, ed era impostata sul tema della folle storia della crisi coniugale e del divorzio di Orfeo ed Euridice, degli dèi dell'Olimpo in rivolta e dell'inferno orgiastico dove ciascuno non pensa che al proprio piacere festoso e libertino...

Il suo Galop infernal, che conclude l'operetta, si ispira ad altri can-can che andavano di moda negli anni 1820, e agli chahut-cancan del 1836. Nell'operetta, il coro formato da Plutone, Giove, Venere ed Euridice canta: "Ce bal est original, d’un galop infernal, donnons tous le signal, vive le galop infernal!, Amis, vive le bal! La la la la la la!"

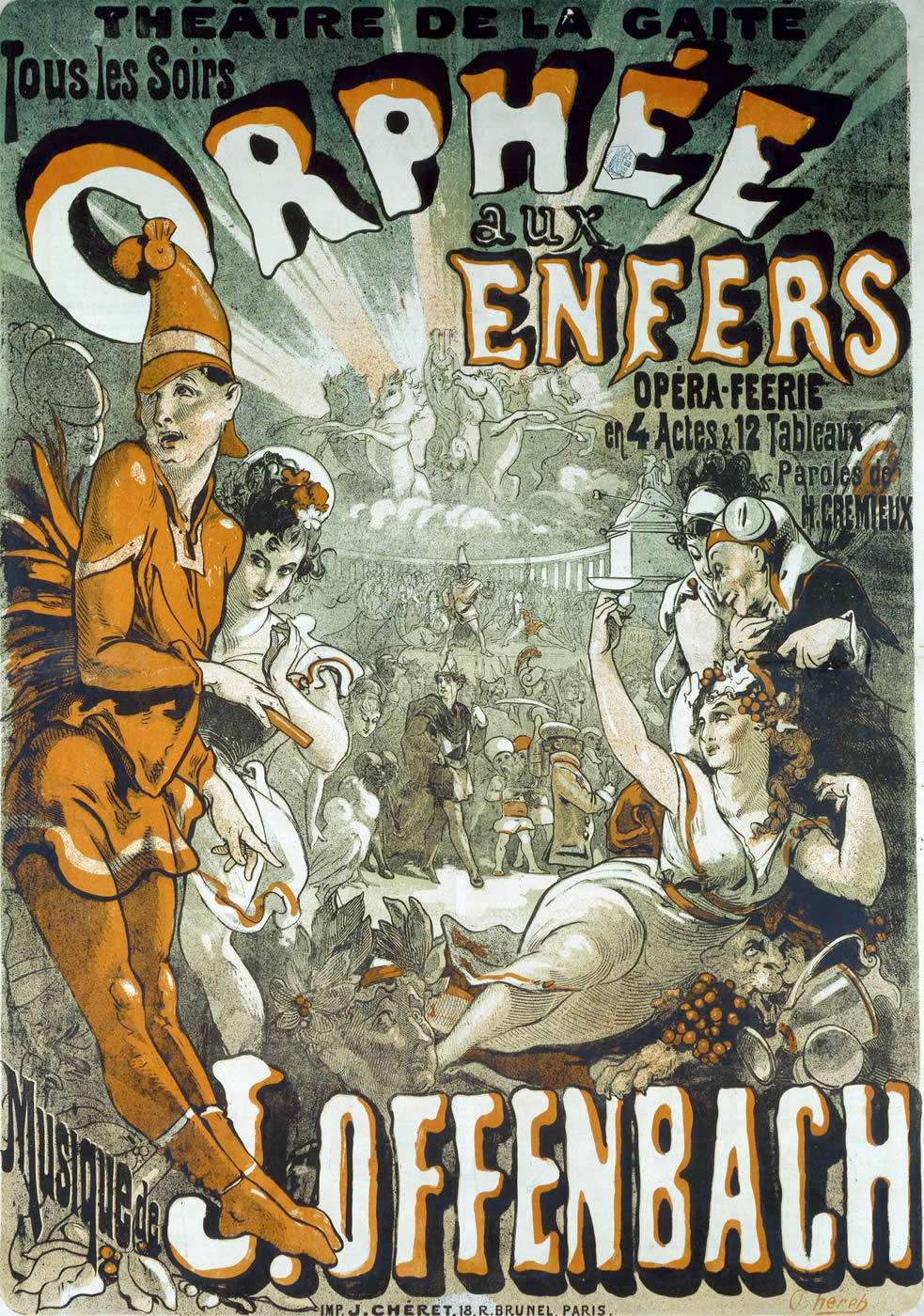
Una locandina per una rappresentazione di Orfeo all'inferno al théâtre de la Gaîté di Parigi del 1874

Quest'operetta stravagante, provocatoria, impertinente, caustica, insolente, dall'umorismo graffiante e dal ritmo infernale, è una parodia satirica delle versioni liriche precedenti del mito di Orfeo e della vita delle divinità dell'Olimpo della mitologia greca, e indirettamente del secondo Impero dell'imperatore Napoleone III, e di una parte della società parigina del suo tempo, frivola e canaglia, alla ricerca del piacere ad ogni costo (simile a quella descritta in modo caricaturale nella sua opera buffa La Vie parisienne del 1866, nella quale sono presenti degli altri galop, in particolare il finale dell'atto III, Feu partout, lâchez tout).
L'operetta scioccò e scandalizzò molto una fetta del pubblico di allora per "oltraggio pubblico al pudore e alla morale". L'imperatore Napoleone III assisté di persona a una rappresentazione nell'aprile del 1860, e lodò il talento di Offenbach, quindi concesse la nazionalità francese al compositore di origine tedesca, e l'anno successivo lo decorò con l'ordine di cavaliere della Legione d'onore.
Quest'opera venne ripresa e arrangiata soprattutto a Londra, dove il Galop infernal portò alla creazione del celebre French cancan ("cancan francese"), che sarebbe diventata la musica caratteristica dei celebri spettacoli parigini del Moulin Rouge, del Lido e delle Folies Bergère tra la fine del diciannovesimo secolo e gli inizi del ventesimo.

## Nella cultura di massa
Il Galop infernal è stato adoperato in varie opere cinematografiche che trattano degli spettacoli di can-can, come Moulin Rouge di John Huston (1952), French Cancan di Jean Renoir (1954) e Can-Can di Walter Lang (1960). Il film Moulin Rouge! di Baz Luhrmann (2001) lo adopera non per accompagnare il celebre balletto, ma come sottofondo musicale di una canzone che descrive il mondo dello spettacolo.